# In Fear
In Fear to brytyjski film fabularny z 2013 roku, napisany i wyreżyserowany przez Jeremy'ego Loveringa. Obraz stanowi połączenie thrillera i horroru psychologicznego. Fabuła skupia się na losach pary, która, podróżując samochodem, gubi się na leśnej drodze i jest zastraszana przez nieznanych prześladowców. Premiera projektu nastąpiła w styczniu 2013 podczas Sundance Film Festival. 15 listopada tego roku film trafił do dystrybucji kinowej w Wielkiej Brytanii i Irlandii, a w marcu 2014 został wydany w Stanach Zjednoczonych. Thriller został pozytywnie oceniony przez krytyków, którzy okrzyknęli go dziełem „efektownym, niepokojącym, karmiącym wymagania fanów inteligentnego horroru”. Chwalono także pracę autora zdjęć, Davida Katznelsona.

## Obsada
- Iain De Caestecker − Tom
- Alice Englert − Lucy
- Allen Leech − Max

## Opinie
Zdaniem redaktora witryny hisnameisdeath.com, In Fear to trzeci w kolejności najlepszy horror 2014 roku.

## Nagrody i wyróżnienia
- 2013, British Independent Film Awards:
  - nominacja do nagrody im. Douglasa Hickoksa (wyróżniony: Jeremy Lovering)